# IC 4344
IC 4344 је спирална галаксија у сазвјежђу Волар која се налази на листи објеката дубоког неба у Индекс каталогу.
Деклинација објекта је + 25° 1' 17" а ректасцензија 13h 55m 12,7s. Привидна величина (магнитуда) објекта IC 4344 износи 14,6 а фотографска магнитуда 15,4. IC 4344 је још познат и под ознакама MCG 4-33-26, CGCG 132-45, PGC 49492.